# Handbike-Staffel
Die Handbike-Staffel ist ein Wettbewerb im Paracycling. Er gehört neben Einzelzeitfahren und Straßenrennen zu den Wettbewerben auf der Straße und ist dort der einzige Mannschaftswettbewerb.

## Regeln
Im Regelwerk des Radsport-Weltverbands UCI ist die Handbike-Staffel in Artikel 16.7.012ff definiert. Sie steht den Paracyclings-Leistungsklassen H1–H5 offen, also Athleten mit Handbike. Ein Team besteht jeweils aus drei Fahrern oder Fahrerinnen. Um einen ausgewogenen Wettbewerb zu ermöglichen, ist jeder Leistungsklasse eine Punktzahl zwischen 1 und 4 zugeordnet.
|        | H1 | H2 | H3 | H4 | H5 |
| ------ | -- | -- | -- | -- | -- |
| Männer | 1  | 2  | 3  | 4  | 4  |
| Frauen | 1  | 1  | 2  | 3  | 3  |

Die Teammitglieder dürfen zusammen maximal 9 Punkte ausmachen, und es muss ein Mitglied mit höchstens zwei Punkten dabei sein. Eine Mannschaft kann daher ausschließlich männlich, ausschließlich weiblich oder gemischt sein. Jeder Fahrer legt eine Runde des festgelegten Kurses zurück; sobald er in der Wechselzone den dort wartenden Teamkameraden passiert, kann dieser starten. Die zulässige Renndistanz wird von der UCI nicht geregelt, meistens beträgt sie insgesamt zwischen 10 und 30 Kilometer.
Bei hochrangigen Wettkämpfen treten die Staffeln nach Nationalmannschaften an. Jede Nation kann zwei Mannschaften aufstellen; eine dritte ist zulässig, falls sie ausschließlich aus Frauen besteht.

## Entwicklung
Die Handbike-Staffel wird seit 2009 bei Paracycling-Straßenweltmeisterschaften ausgerichtet, seit 2012 bei Paralympischen Spielen und seit 2022 bei Europameisterschaften; im Weltcup kommt sie seit 2010 zum Einsatz.
Die ersten beiden Ausrichtungen bei Weltmeisterschaften fanden nach einem Ad-hoc-Reglement statt. Erst 2011 wurde die Handbike-Staffel in das UCI-Regelwerk für Paracycling aufgenommen. Die damalige Punkteskala reichte von 1 bis 3, die Teammitglieder mussten höchstens 6 Punkte ausmachen, und ein Fahrer mit einem Punkt musste beteiligt sein. 2014 wurde die Skala um die neu eingeführte Leistungsklasse H5 ergänzt und war wie folgt:
|        | H1 | H2 | H3 | H4 | H5 |
| ------ | -- | -- | -- | -- | -- |
| Männer | 1  | 1  | 2  | 3  | 3  |
| Frauen | 1  | 1  | 1  | 2  | 2  |

2020 wurde auf die derzeitige Punkteskala umgestellt.